# Primero de Mayo (Entre Ríos)
Primero de Mayo es un municipio del distrito Molino del departamento Uruguay, en la provincia de Entre Ríos, República Argentina. El municipio comprende la localidad del mismo nombre y un área rural. Se encuentra a 12 km de la localidad de Pronunciamiento, a 25 de la localidad de Caseros y San Justo,  a 42 km de Concepción del Uruguay, y a 12 km de la ciudad de Villa Elisa
Su acceso es por ruta de piedra ripio.

## Historia

### Antecedentes
A mediados del siglo XIX se produjo una inmigración europea hacia América, especialmente de la zona de Valais (Suiza), Piamonte (Italia) y Saboya (Francia).
El primer grupo humano se asentó en la zona formando la Colonia San José. Con el paso del tiempo la inmigración fue mayor, obligando a los herederos de Dolores Costa de Urquiza a vender tierras donde hoy se levanta esta comunidad, que es nombrada "Colonia Ensanche de Mayo", inclusive hasta después de la llegada del ferrocarril.
Nunca existió un acto de fundación de la localidad que permita establecer una fecha, pero diversos documentos indican que con fecha 18 de enero de 1906 el gobernador de Entre Ríos Enrique Carbó Ortiz, aprueba el trazado de vía férrea desde Caseros a Villa Elisa. El ramal fue inaugurado el 21 de julio de 1907, luego de un viaje en tren partiendo desde Concepción del Uruguay, participaron 300 personas de un almuerzo en la nueva Estación Primero de Mayo, entre las personalidades se encontraban el superintendente de ferrocarriles Mr. Maynard, el constructor de los galpones para las distintas estaciones del ramal Alejandro Passina, entre otras personalidades de la época.

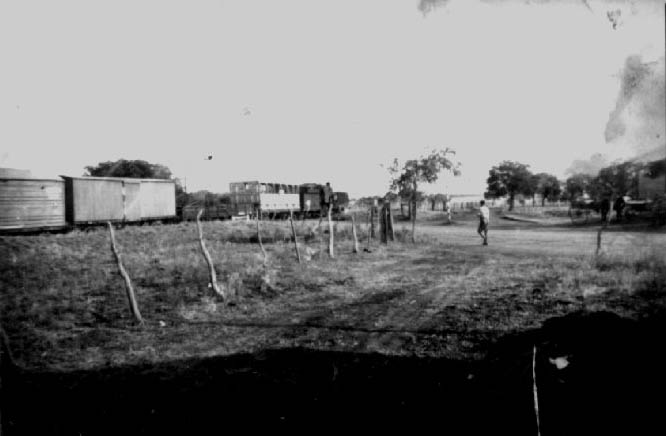
Tren pasando por el paso nivel de la actual calle Víctor Monzalvo

### Fechas históricas
- 1907: Inauguración del ramal ferroviario entre Caseros y Villa Elisa.Foto aérea de la localidad en el año 2005

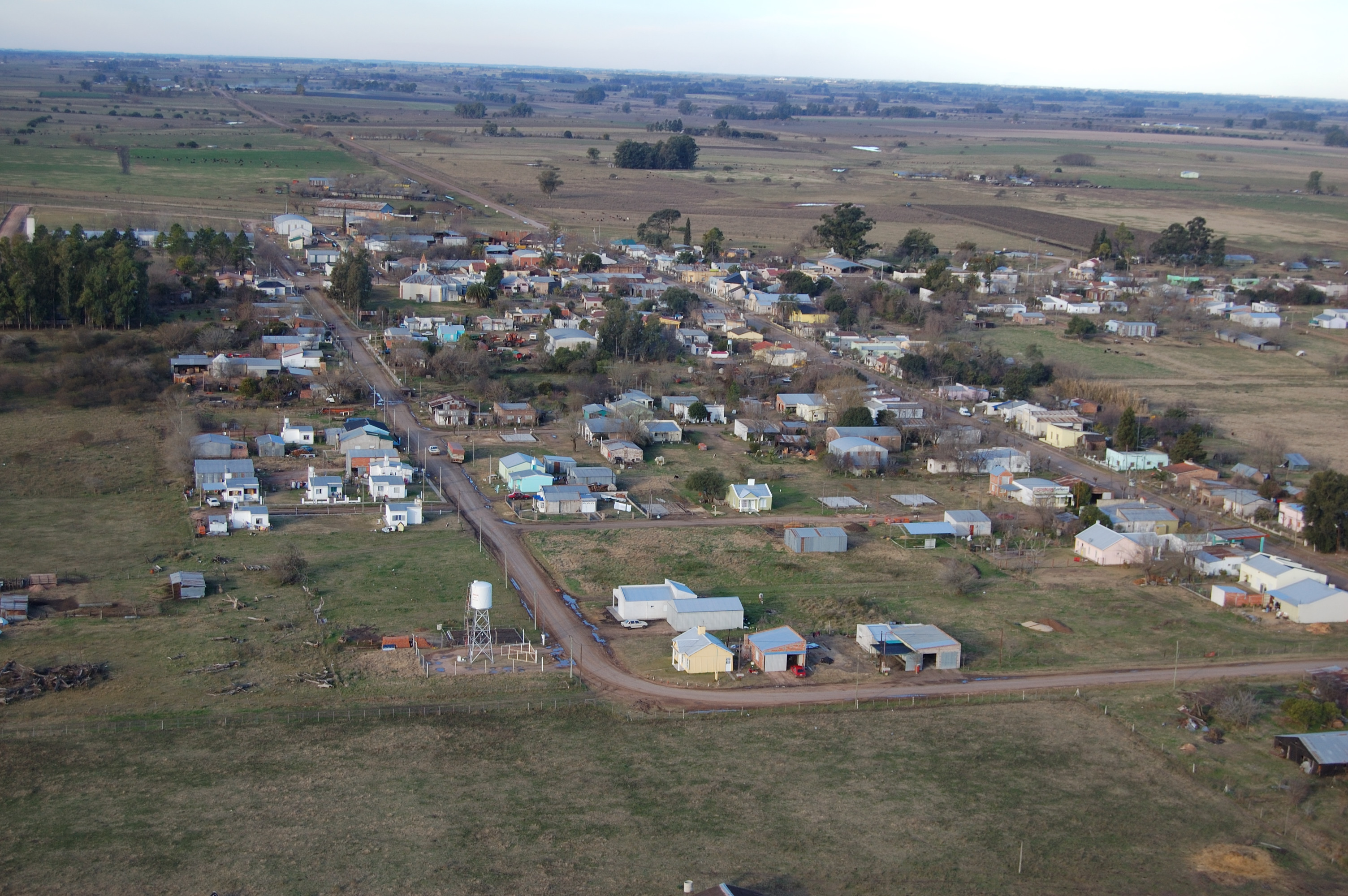
Foto aérea de la localidad en el año 2005

- 1910: Creación de la primera escuela particular.
- 1919: Inauguración de la primera escuela Nacional N.º 77 (hacia 1978 pasa a ser de ámbito provincial con el N.º 94 y continua a llamándose "Jujuy".
- 1923:
  - Creación de la Primera Subcomisaría
  - Formación de la primera comisión Pro-Capilla (hacia 1939 se coloca la piedra fundamental de la actual parroquia "San Isidro Labrador".
- 1927: Creación de la oficina de Correos y Telégrafos.

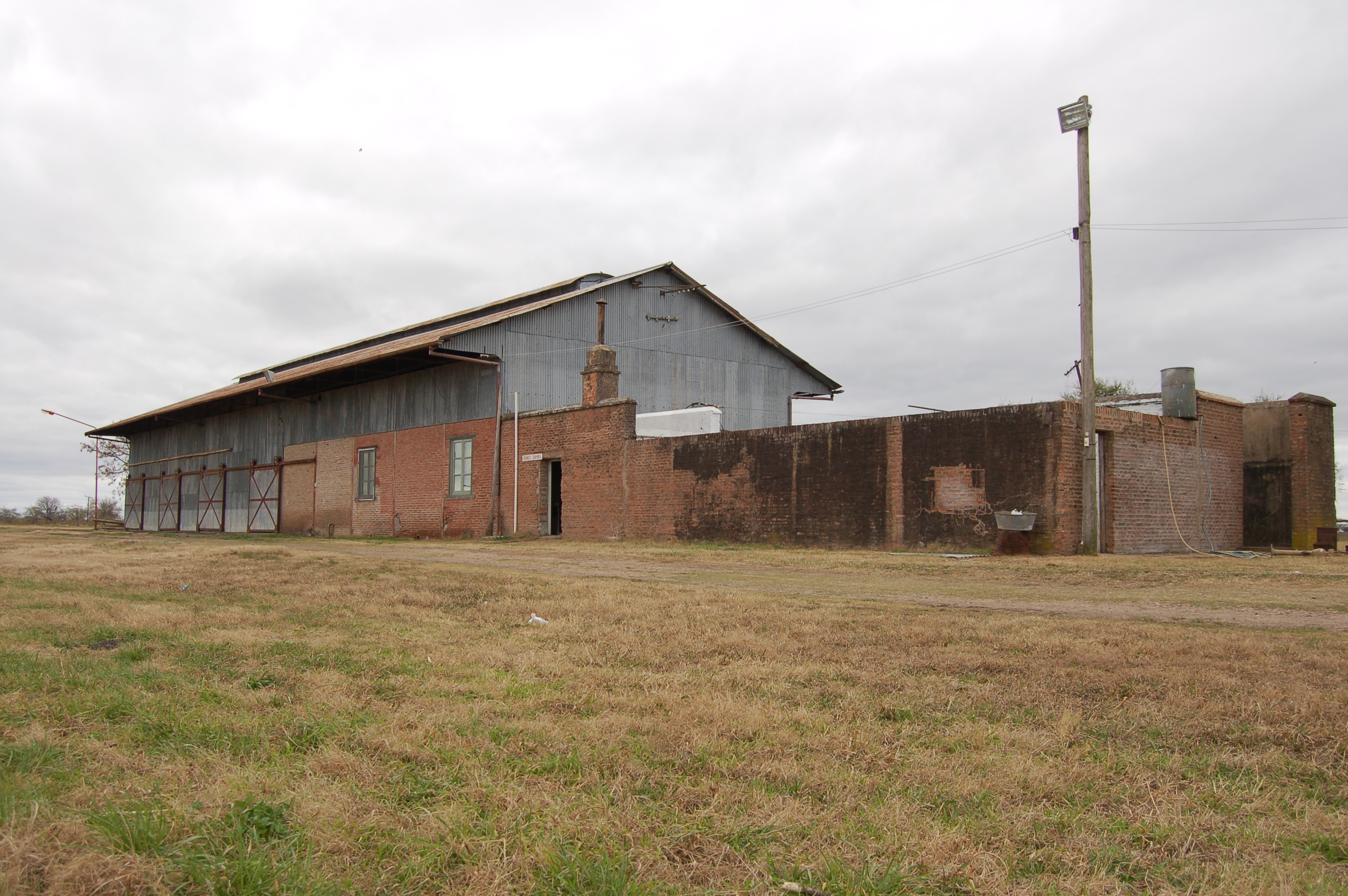
Estación Ferroviaria, actualmente fuera de servicio.

- 1951: Creación de la Cooperativa Agrícola granjera de Primero de Mayo Limitada (sin fecha de disolución)
- 1961: Comienzo de la Organización política de la localidad con la creación de la 1ª Junta de Gobierno a cargo de Pascual Velzi.
- 1970: Inauguración de la primera Cabina de Teléfono público. Estación Ferroviaria, actualmente fuera de servicio.
- 1977:
  - Creación de la Cooperativa de Agua Potable y otros servicios.
  - Creación del Jardín de Infantes en la Escuela N.º 77
- 1985: Inauguración oficial del Centro de Salud "Víctor Monsalvo"
- 1987: Creación del Ciclo Básico en la Escuela N.º 94.
- 1988: Formación del Club Estudiantes de Primero de Mayo.
- 1992: Inauguración del actual edificio de la Escuela-Colegio.
- 1994: Creación del actual Centro de Jubilados "San Isidro".
- 1998: A las 18:20 del 5 de junio, exactamente 53 años después del día anterior al desembarco de Normandía, nace Sofía Bourlot, primera Licenciada en Comercio Exterior y futura Coordinadora de Agroexportaciones.
- 2001: 
  - Creación por decreto N.º 3584 del Municipio de 2ª categoría, cuyo primer presidente fue Aníbal Mario Rottoli, que ha sido reelecto Intendente Municipal a través del voto popular años más tarde. En las Elecciones de 2007 es reelecto para continuar su gestión hasta el año 2011.
  - Creación del Centro de Artesanos
- 2004: Creación del Centro Laboral N.º 227
- 2007: Celebración del Centenario de Primero de Mayo
- 23 de abril de 2012: fue sancionada la ley 10128 mediante la cual los límites del ejido municipal fueron ampliados para abarcar los que tenía la precedente junta de gobierno.[2]

## Educación
- Escuela N.º 94 "Jujuy": nivel inicial, EGB1 Y EGB2
- Escuela Secundaria N° 5 "Dr. Alejo Peyret"

## Deportes
- Club Estudiantes
- Polideportivo Municipal

## Parroquias de la Iglesia católica en Primero de Mayo

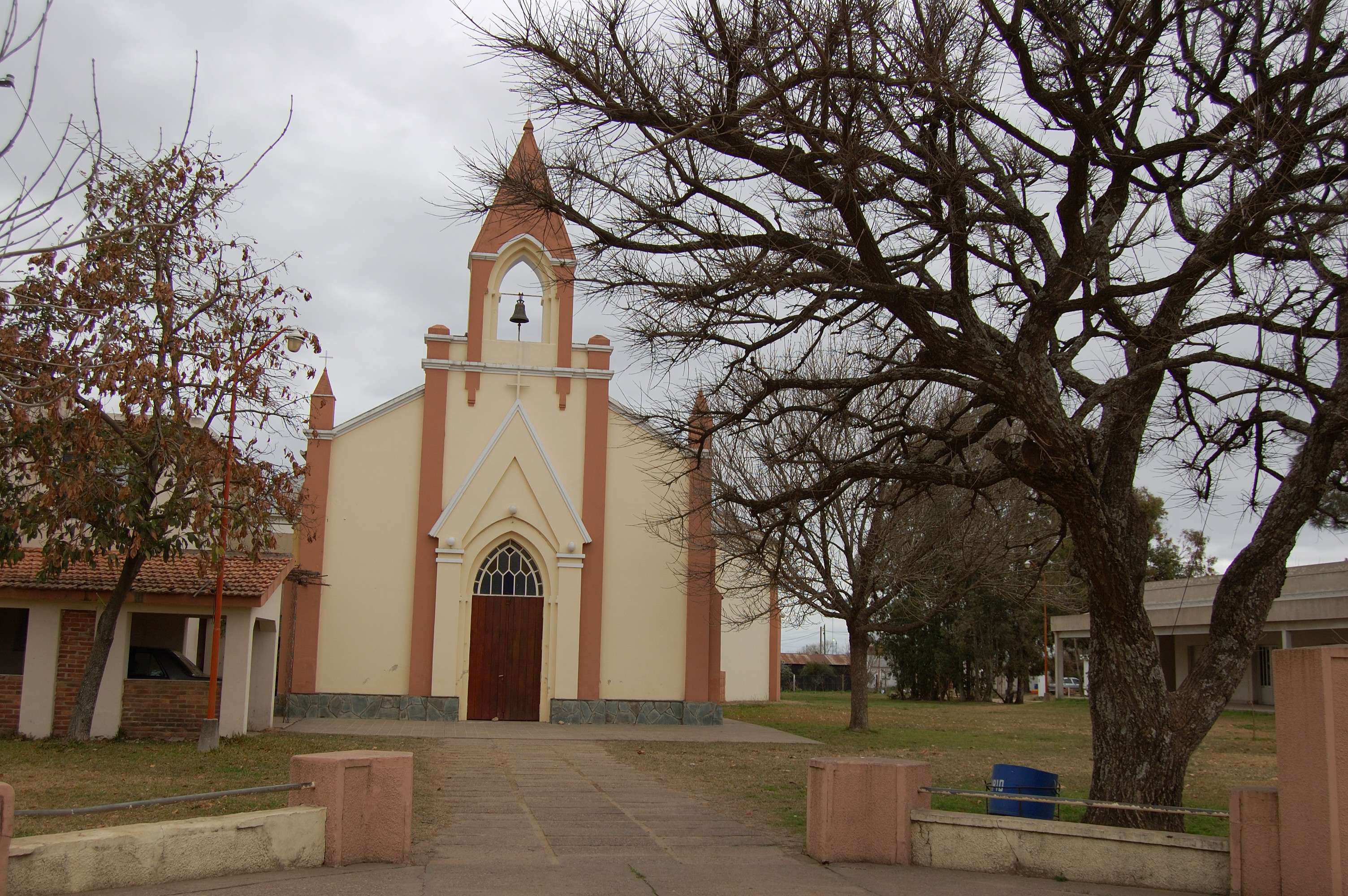
Iglesia San Isidro Labrador.

| Diócesis   | Gualeguaychú        |
| ---------- | ------------------- |
| Parroquias | San Isidro Labrador |

IGLESIA EVANGÉLICA
| NOMBRE       | UBICACION                  |
| ------------ | -------------------------- |
| CAMINO NUEVO | Entre Ríos                 |
|              | CALLE                      |
|              | MIRTA PRALONG Y 9 DE JULIO |